# Jean-Claude Theillière
Jean-Claude Theillière (Blanzat, Puèi Domat, 23 de maig de 1944) va ser un ciclista francès, que fou professional entre 1966 i 1972. En el seu palmarès destaca el Campionat de França en ruta i el Gran Premi del Midi Libre de 1966.

## Palmarès
- 1966
  -  Campió de França en ruta
  - 1r al Gran Premi del Midi Libre
  - 1r a Soing-en-Sologne
- 1967
  - Campió d'Alvèrnia de ciclo-cross
- 1968
  - Campió d'Alvèrnia de ciclo-cross
  - 1r a Aigueperse
- 1969
  - Campió d'Alvèrnia de ciclo-cross
  - 1r a Auzances
  - Vencedor d'una etapa del Dauphiné Libéré
- 1970
  - Campió d'Alvèrnia de ciclo-cross
  - 1r a Grand-Bourg
- 1972
  - Campió d'Alvèrnia de ciclo-cross

### Resultats al Tour de França
- 1967. 29è de la classificació general
- 1969. 13è de la classificació general
- 1970. Fora de control (7a etapa)

### Resultats a la Volta a Espanya
- 1967. 32è de la classificació general

### Resultats al Giro d'Itàlia
- 1968. 34è de la classificació general